# 안산와스타디움
안산와스타디움(安山와스타디움, Ansan Wa Stadium)은 대한민국 경기도 안산시에 있는 스포츠 시설이다. 주 경기장은 천연잔디 축구장과 육상 경기장을 갖춘 다목적 경기장이다. 1,128억 원의 예산을 투입하여, 2003년 4월 착공하고 2006년 11월 완공되었다. 면적 16만 8,437m2, 관중석 3만 5,000석의 지하 1층·지상 4층 규모이다. 2007년 3월 28일 대한민국과 우즈베키스탄의 2008년 베이징 올림픽 축구예선전으로 개장경기를 치렀다.
2012년까지 내셔널리그의 안산 H FC가 이 경기장을 사용했으나, 고양으로 연고지 이전 후 한때 이 경기장을 홈으로 사용하는 축구팀은 없었다. 2013년 HSBC 아시아 5개국 럭비 대회가 열리기도 했다. 2014년부터2016년까지 K리그 챌린지의 안산 무궁화 축구단(안산 경찰청 축구단)이 이 경기장을 홈구장으로 사용했다. 2017시즌부터는 안산 그리너스 FC가 사용하게 된다.
경기장에는 롯데마트가 입점해 있었으나 2014년 10월부로 폐점했다. 롯데마트가 입점해있던 위치에 '안산시 로컬푸드 직매장'이 개장한다. 2021년 4월 12일 시범 개장 후 5월 중으로 정식 개장할 예정이다.

## 명칭
"와~스타디움" 또는 "안산와스타디움"이라고 일컫는다. "와~스타디움"이라는 명칭은 경기장에서 시민들의 화합의 목소리 "와~"를 의미 "Welcome to Ansan"을 의미 , 세계적인 도시 "World Ansan"을 의미, 대부포도로 대표되는 "Wine Ansan"을 의미, 녹색 친환경 도시 "Wood Ansan"을 의미, 승리자 안산 "Winner Ansan"을 의미, 여성의 도시 "Women Ansan"을 의미, "안산으로 오세요"라는 의미의 "와~" 영어의 감탄사격인 "WoW"(대성공, 야~, 와~, 청중을 열광시키다)"~"표시는 경기장에서 파도타기의 의미 등 안산시의 특징에서 따온 구문들의 W등으로 다양한 의미를 가지고 있다.

## 교통
수도권 전철 4호선, 수도권 전철 수인·분당선 고잔역과 가깝다.

## 기록

### 2014년 아시안 게임 축구 남자
| 날짜            | 팀 1                   | 스코어 | 팀 2           | 라운드 |
| --------------- | ---------------------- | ------ | -------------- | ------ |
| 2014년 9월 14일 | 싱가포르               | 0 - 1  | 타지키스탄     | C조    |
| 2014년 9월 14일 | 오만                   | 0 - 2  | 팔레스타인     | C조    |
| 2014년 9월 15일 | 이란                   | 1 - 4  | 베트남         | H조    |
| 2014년 9월 17일 | 말레이시아             | 4 - 0  | 라오스         | A조    |
| 2014년 9월 17일 | 대한민국               | 1 - 0  | 사우디아라비아 | A조    |
| 2014년 9월 18일 | 홍콩                   | 2 - 1  | 아프가니스탄   | B조    |
| 2014년 9월 18일 | 우즈베키스탄           | 3 - 0  | 방글라데시     | B조    |
| 2014년 9월 21일 | 팔레스타인             | 1 - 2  | 싱가포르       | C조    |
| 2014년 9월 22일 | 몰디브                 | 3 - 2  | 동티모르       | E조    |
| 2014년 9월 22일 | 베트남                 | 1 - 0  | 키르기스스탄   | H조    |
| 2014년 9월 25일 | 태국                   | 2 - 0  | 중화인민공화국 | 16강   |
| 2014년 9월 26일 | 조선민주주의인민공화국 | 4 - 1  | 인도네시아     | 16강   |

### 2014년 아시안 게임 축구 여자
| 날짜            | 팀 1                   | 스코어 | 팀 2           | 라운드 |
| --------------- | ---------------------- | ------ | -------------- | ------ |
| 2014년 9월 26일 | 조선민주주의인민공화국 | 1 - 0  | 중화인민공화국 | 8강    |

## 갤러리

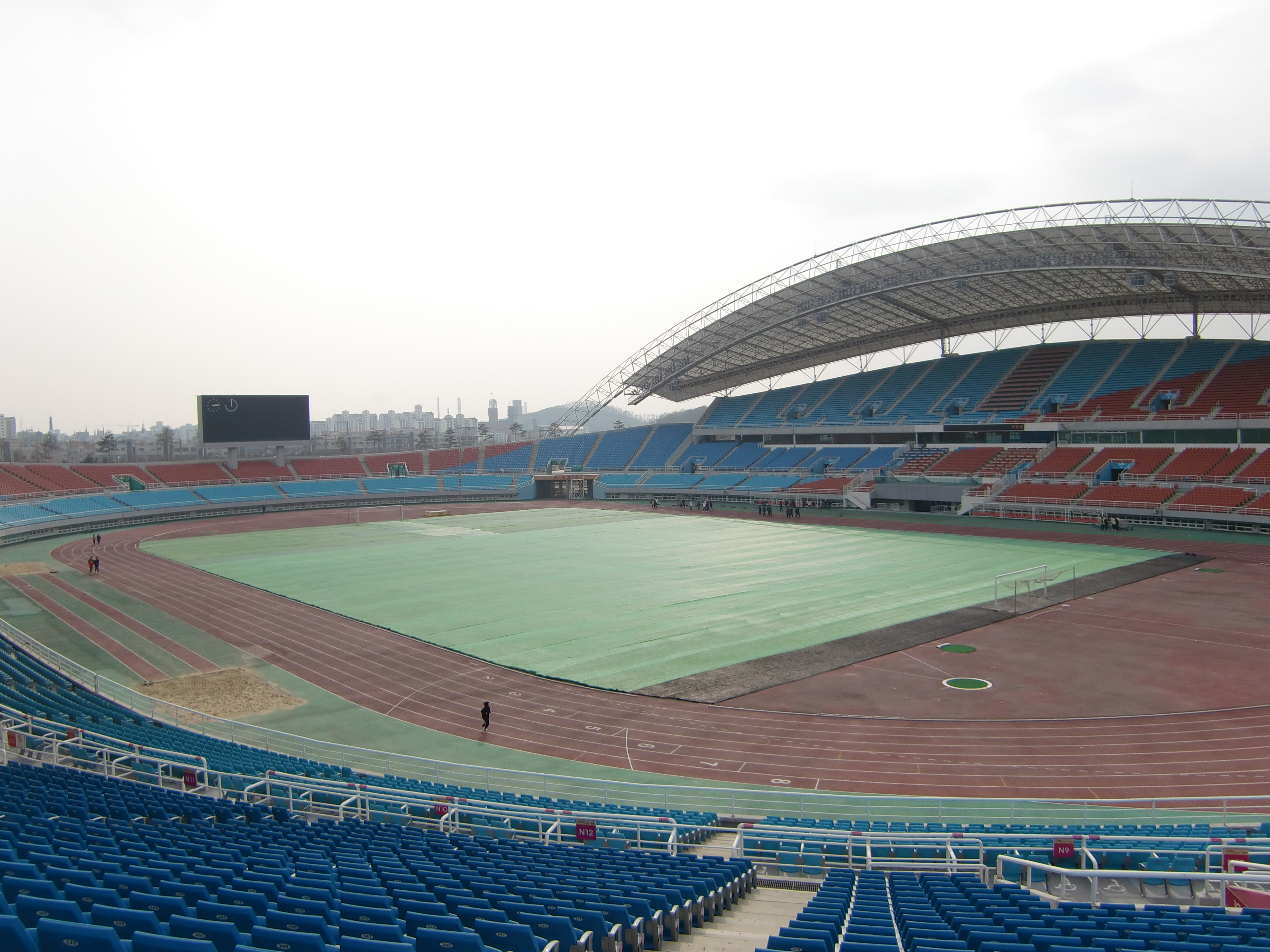
주 경기장 내부

## 참고 문헌
- “안산와스타디움”. 안산도시공사.
- “안산와스타디움”. 《안산 그리너스 FC》. 안산시시민프로축구단.
- 〈안산와스타디움〉. 《한국향토문화전자대전》. 한국학중앙연구원. 2020년 9월 27일에 원본 문서에서 보존된 문서. 2019년 9월 23일에 확인함.
- 〈안산와스타디움〉. 《두피디아》. 두산.
- 《전국 공공체육 시설 현황 (2017년말 기준)》. 대한민국 문화체육관광부. 2019.
- 《2019년 전국 공공체육시설 현황 (2018년말 기준)》. 대한민국 문화체육관광부. 2020.
- 《2020년 전국 공공체육시설 현황 (2019년말 기준)》. 대한민국 문화체육관광부. 2021.
- 《2023 전국 공공체육시설 현황 (2022년 12월말 기준)》. 대한민국 문화체육관광부. 2024.

## 같이 보기
- 안산와스타디움 보조경기장